# Bill Cassidy
Bill Cassidy, właśc. William Morgan Cassidy (ur. 28 września 1957 w Highland Park, Illinois) – amerykański polityk, senator ze stanu Luizjana od roku 2015, członek Partii Republikańskiej.